# 10559 Yukihisa
10559 Yukihisa è un asteroide della fascia principale. Scoperto nel 1993, presenta un'orbita caratterizzata da un semiasse maggiore pari a 2,2587297 UA e da un'eccentricità di 0,2076590, inclinata di 5,64971° rispetto all'eclittica.